# Katy Perry
Katheryn Elizabeth Hudson, känd under sitt artistnamn Katy Perry, född 25 oktober 1984 i Santa Barbara i Kalifornien, är en amerikansk sångare, låtskrivare. Hon är bland annat känd för sin singel "I Kissed a Girl" som 2008 toppade listorna i USA, Kanada och Australien. 2017 var hon aktuell med albumet Witness. 27 augusti 2017 var hon värdinna för MTV Video Music Awards. Katy Perry var även med i juryn för American Idol  2018 och 2019. 
Hon är en av världens bästsäljande musikartister och har sålt över 143 miljoner album över hela världen.

## Biografi
Hudson växte upp i ett kristet hem som dotter till två pastorer. 2007 fick hon skivkontrakt hos Capitol Music Group och antog då sitt artistnamn "Katy Perry", Perry efter sin moders efternamn. Genombrottet kom med singeln "I Kissed a Girl" 2008. Albumet One of the Boys nådde platinastatus. Perry är den första kvinnliga artisten med fem hits på Billboard Hot 100 under ett och samma år. I december 2011 utsågs Perry till årets artist av MTV. Hon var även den första kvinnan som fick 1 miljard visningar och den första personen som fick 2 videor till 1 miljard visningar på youtube. Hennes twitter-konto @katyperry hade 2017 flest följare av alla twitter-konton, 101 miljoner.
I filmen Smurfarna har hon lånat ut sin röst till "Smurfan". Hon har även medverkat i Simpsons och How I Met Your Mother.
Perry gifte sig den 23 oktober 2010 med skådespelaren och komikern Russell Brand. Den 30 december 2011 meddelade dock paret att de skulle skiljas, och den 16 juli 2012 var skilsmässan klar.
Katy Perry är sedan 14 februari 2019 förlovad med Orlando Bloom. I augusti 2020 fick de en dotter som heter Daisy Dove.

## Diskografi

### Studioalbum
- 2001 – Katy Hudson
- 2008 – One of the Boys
- 2010 – Teenage Dream
- 2012 - Teenage Dream: The Complete Confection
- 2013 – Prism
- 2017 – Witness
- 2020 – Smile

### Livealbum
- 2009 – MTV Unplugged

### Singlar (2006-2021)
- 2006 - "Goodbye for Now" med P.O.D. (24 januari 2006)
- 2007 - "Ur So Gay" (20 november 2007)
- 2008 - "I Kissed a Girl" (6 maj 2008)
- 2008 - "Hot n Cold" (30 september 2008)
- 2009 - "Thinking of You" (13 januari 2009)
- 2009 - "Waking Up in Vegas" (21 april 2009)
- 2009 - "Starstrukk" med 3OH!3 (9 juli 2009)
- 2010 - "If We Ever Meet Again" med Timbaland (15 februari 2010)
- 2010 - "Peacock" (14 oktober 2010)
- 2010 - "California Gurls" med Snoop Dogg (11 maj 2010)
- 2010 - "Teenage Dream" (23 juli 2010)
- 2010 - "Firework" (26 oktober 2010)
- 2011 - "Last Friday Night (T.G.I.F.)" (6 juni 2011)
- 2011 - "E.T." med Kanye West (16 februari 2011)
- 2011 - "The One That Got Away" (4 oktober 2011)
- 2012 - "Part Of Me" (12 februari 2012)
- 2012 - "Dressin' Up" (29 mars 2012)
- 2012 - "Wide Awake" (20 maj 2012)
- 2013 - "Roar" (12 augusti 2013)
- 2013 - "Dark Horse" med Juicy J (17 september 2013)
- 2013 - "Unconditionally" (16 oktober 2013)
- 2014 - "Birthday" (10 april 2014)
- 2014 - "This Is How We Do" (11 augusti 2014)
- 2016 - "Rise" (15 juli 2016)
- 2017 - "Chained to the Rhythm" med Skip Marley (10 februari 2017)
- 2017 - "Bon Appétit" med Migos (28 april 2017)
- 2017 - "Swish Swish" med Nicki Minaj (19 maj 2017)
- 2017 - "Feels" med Calvin Harris, Pharrell Williams & Big Sean (15 juni 2017)
- 2019 - "365" med Zedd (14 februari 2019)
- 2019 - "Never Really Over" (31 maj 2019)
- 2019 - "Small Talk" (9 augusti 2019)
- 2019 - "Harleys in Hawaii" (16 oktober 2019) * Katy Perry med albumet Witness 2017

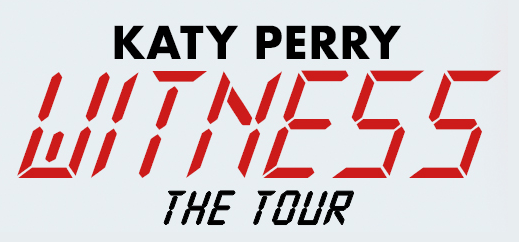
- Katy Perry med albumet Witness 2017

- 2020 - "Never Worn White" (5 mars 2020)
- 2020 - "Daisies" (15 maj 2020)
- 2020 - "Smile" (10 juli 2020)
- 2020 - "What Makes A Woman" (20 augusti 2020)
- 2021 - "Cry About It Later" (med Luis Sonza & Bruno Martini) (23 april 2021)

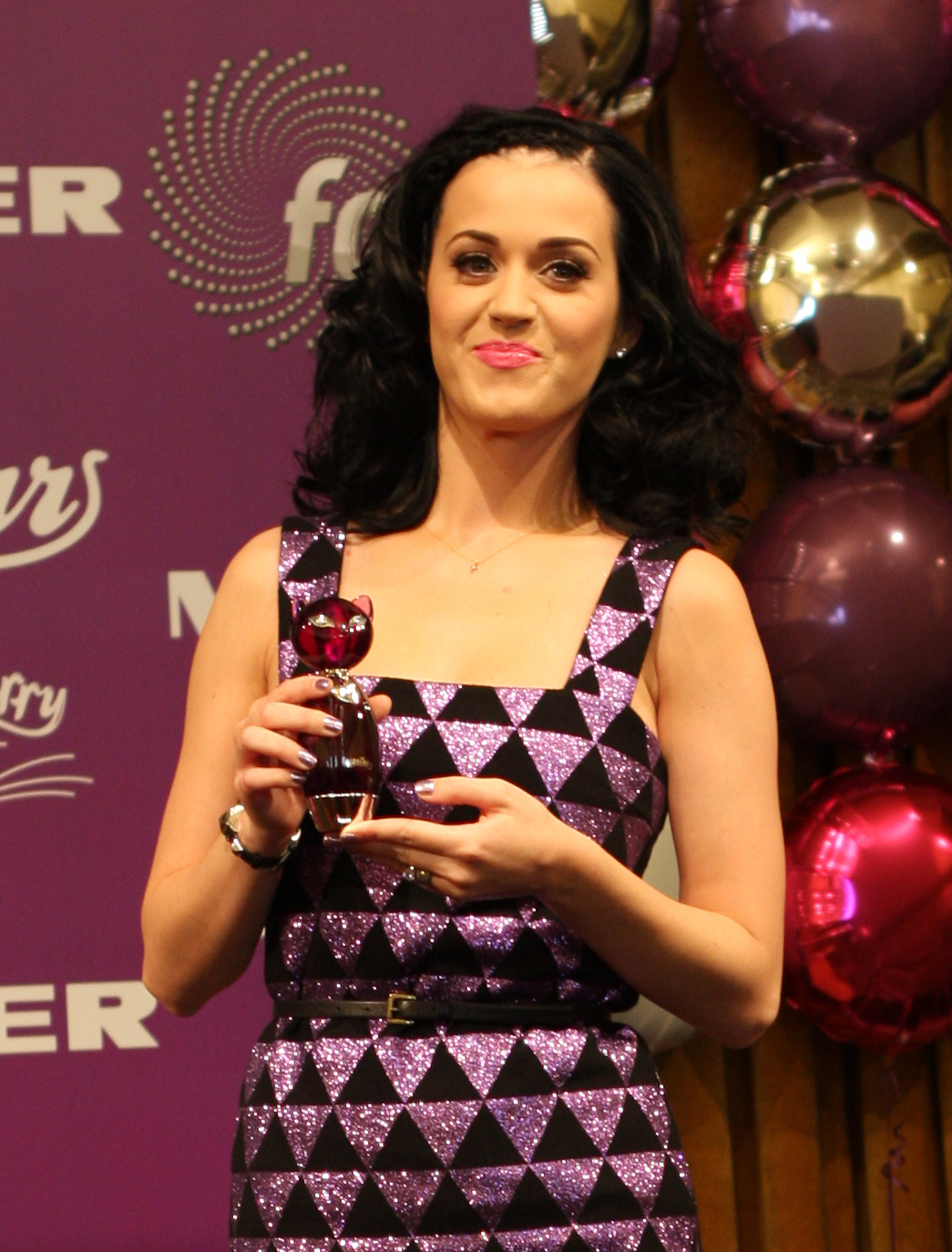
Katy Perry med en flaska Purr.

- 2021 - ”Electric” (14 maj 2021)

## Parfym
- Purr är en parfym av Katy Perry och lanserades 2010, innehåller träiga noter. Det är hennes första doft. Flaskan är purpurfärgad och formad som en katt.
- Meow av Katy Perry och lanserades 2011
- Killer Queen av Katy Perry lanserades 2013
- Indi av Katy Perry lanserades 2017

## Rymdfärd
Katy Perry flög med Blue Origins New Shepard under en rymdfärd kallad Blue Origin NS-31 den 14 april 2025. Flygningen blev den första med endast kvinnor ombord, sex stycken, sedan 1963 då Valentina Teresjkova flög med Vostok 6.

### Fotnoter
1. 1 2 3  läs online, www.billboardmusicawards.com .[källa från Wikidata]
2. ↑  McIntyre, Hugh. ”Katy Perry Just Hit 90 Million Twitter Followers. Is 100 Million Coming Soon?” (på engelska). Forbes. https://www.forbes.com/sites/hughmcintyre/2016/07/01/katy-perry-is-now-the-first-person-to-hit-90-million-followers-on-twitter/. Läst 6 mars 2020.
3. ↑  ”Katy Perry Is MTV's Artist Of The Year!”. Arkiverad från originalet den 4 januari 2012. https://web.archive.org/web/20120104115319/http://www.mtv.com/news/articles/1676070/best-artist-of-2011-katy-perry.jhtml. Läst 25 juni 2012.
4. ↑  Katy Perry, Russell Brand Wed in Elaborate Indian Ceremony
5. ↑  Russell Brand and Katy Perry are getting a divorce
6. ↑  ”NS-31” (på engelska). Blue Origin. 14 april 2025. https://www.blueorigin.com/missions/ns-31. Läst 14 april 2025.